# Fatima Ahmed Ibrahim
Artykuł ten został zgłoszony do umieszczenia na stronie głównej w rubryce „Czy wiesz”.
Pomóż nam go sprawdzić: oceń zgłoszoną nominację.
Fatima Ahmed Ibrahim (ur. 1933 w Omdurmanie, zm. 12 sierpnia 2017 w Londynie) – sudańska pisarka, aktywistka i polityczka. Pierwsza kobieta wybrana do sudańskiego parlamentu.

## Życiorys

### Młodość, edukacja i kariera zawodowa
Fatima Ahmed Ibrahim urodziła się w 1933 roku w Sudanie Anglo-Egipski (według niektórych źródeł w 1929 lub w 1934 roku) w Omdurmanie. Jej matka była niepiśmienna, a ojciec nauczycielem w lokalnej szkole. Miała ósemkę rodzeństwa, a jej brat był lokalnym poetą.

### Działalność polityczna
W 1952 współzałożyła Sudanese Women's Union, organizację wspierającą prawa kobiet w Sudanie. W 1956 roku objęła przewodnictwo organizacji. Była jedną z liderek Sudańskiej Partii Komunistycznej.
Z powodzeniem wystartowała w wyborach parlamentarnych w Sudanie w 1965 roku, uzyskując mandat do Zgromadzenia Narodowego Sudanu z ramienia Sudańskiej Partii Komunistycznej. Została pierwszą kobietą wybraną do parlamentu w historii kraju. W parlamencie skupiła się na sprawach związanych z równym dostępem kobiet do rynku pracy, równości płacy, płatnego urlopu macierzyńskiego i dostępu do edukacji wyższej. Wiele z ustaw jej autorstwa zostało przyjętych przez parlament w 1968 roku.
Po zamachu stanu w 1969 roku, przeprowadzonym przez Dżafara Muhammada an-Numajriego wraz z mężem, działaczem związków zawodowych, stała się obiektem represji. W 1971 roku jej mąż był torturowany i został stracony podczas egzekucji. Ona sama została objęta aresztem domowym, a później skazana na karę dożywotniego pozbawienia wolności. W 1990 roku uciekła z więzienia i zamieszkała w Londynie, gdzie kontynuowała działania na rzecz praw człowieka w Sudanie.
W 2005 roku powróciła do Sudanu, objęła również jeden z mandatów w parlamencie należnych Sudańskiej Partii Komunistycznej. W marcu 2007 roku ogłosiła przejście na polityczną emeryturę oraz rezygnację z pozycji we władzach w partii (zostając jednak jej szeregową członkinią), parlamencie oraz w kobiecych organizacjach.

### Pozostałe informacje
Była działaczką kampanii mającej na celu zakazanie okaleczania żeńskich narządów płciowych. Jest autorką dwóch książek wydanych w języku arabskim: Our Path to Emancipation oraz Our Harvest in Twenty Years. W 1991 roku została wybrana przewodniczącą międzynarodowej federacji demokratycznej kobiet. W 1993 roku otrzymała United Nations Prize in the Field of Human Rights przyznawaną przez Organizację Narodów Zjednoczonych, a w 2006 roku Ibn Rushd Prize for Freedom of Thought.

### Życie prywatne i śmierć
Była mężatką. Jej mąż został stracony przez reżim Dżafara Muhammada an-Numajriego w 1971 roku. Zmarła 12 sierpnia 2017 w Londynie.